# Legio III Cyrenaica

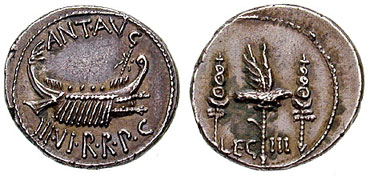
Denario emitido por Marco Antonio, con las águilas de la III Cyrenaica en el reverso. Fuente: cngcoins.com

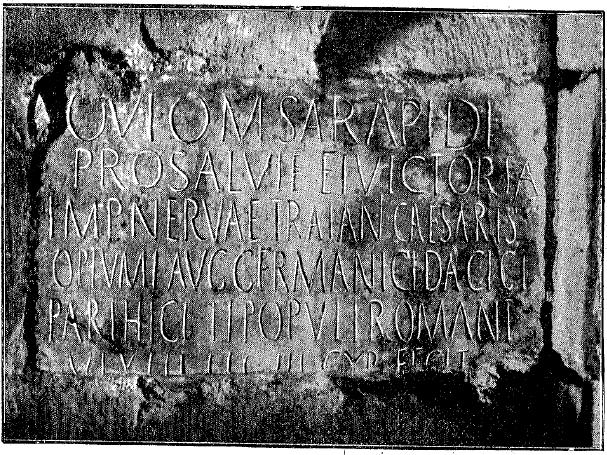
Inscripción procedente de Jerusalén dedicada a Júpiter Serapis por una vexillatio de la Legio III Cyreanica en 116-117 por la salud y la victoria del emeprador Trajano y del pueblo romano.

La Legio III Cyrenaica (Tercera legión «cirenaica») fue una legión romana, creada probablemente en el año 36 a. C. por Marco Antonio, entonces gobernador de la provincia de la Cirenaica.

## Historia
También se  baraja que los orígenes de la legión pueden provenir del hecho de que fue comandada por Lucio Pinario, un aliado de Marco Antonio, a quien se le  designó ser gobernador de Cirenaica en el este de Libia. El último registro de la legión describe la unidad estacionada en Bostra, Arabia Pétrea, a principios del siglo V. El símbolo de esta legión que permaneció siempre en el Oriente es desconocido.
La tercera cirenaica aparece por primera vez en la descripción de la conquista de Egipto por César Augusto el 30 a. C., la legión permaneció en la zona durante las décadas siguientes y en el 35 dividía el campo de Alejandría con la Legio XXII Deiotariana.
Durante la era de los usurpadores imperiales la legión mostró una tendencia para apoyar candidatos derrotados como Avidio Casio (vs. Marco Aurelio en el 175) o Pescenio Niger (vs. Septimio Severo en el 192). Participó en varias campañas contra partos y sasánidas. Su última mención es a comienzos del siglo V.

## Cronología de la legión
La tercera cirenaica, y vexillationes, participaron en las siguientes campañas:
- 23 a. C. - Acción contra los invasores nubios.
- 25 a. C. – Arabia Félix (Yemen).
- 63 – Campaña contra el Imperio Arsácida de Persia.
- 70 - Un Vexillum  de la Leg III, junto con la Legio X Fretensis, completa el asedio de Jerusalén bajo el mando del hijo de Tito.
- 90 - Construyen un puente en Koptos (es probable que mejoren vías terrestres a los puertos de Berenike y Quseir).
- 107-109 d. C. - Fecha sugerida anteriormente cuando la Legio III sale de Egipto. En cambio, pueden ser elementos de la III en misiones expedicionarias a Siria.
- 116 d. C. - Elementos de la Legio III (¿o Legio XXII?) Son enviados de regreso a Judea para reprimir otra revuelta, conocida como la Guerra de Kitos.
- 120 o 127 d. C. - La Legio III hace su salida de Egipto, siendo reubicado en Bosra (también conocido como Bostra, Siria / Jordania), donde la capital fue rebautizada de Petra a Nova Trajana Basra en honor al emperador Trajano. Mientras que en Bosra, la Legio III construye puertas de la ciudad, puentes y un anfiteatro masivo, que todavía existe hoy y es una atracción turística popular. Mientras tanto, la Legio II Traiana Fortis reemplaza a la III en Egipto.
- 132-136 d. C. - Otra guerra judía, la revuelta de Bar Kojba. Se cree que las legiones III y XXII se enviaron a Judea. La Legio XXII puede haber sido destruida durante esta guerra, o quizás la anterior Guerra de Kitos.
- 162/166 - Campaña contra el Imperio Parto, comandada por Lucio Vero.
- 193 d. C. - La Legio III apoyó a Pescenio Níger en su intento fallido de tomar el trono después de la muerte del emperador Cómodo.
- 215/217 - Campaña contra el Imperio Parto, comandada por Caracalla.
- 262-267 d. C. - Es posible que elementos de la Legio III estuvieran involucrados en la lucha contra la reina Zenobia en Palmira (Siria).
- Años 420 o 430 - Se menciona en la Notitia Dignitatum, un registro de las unidades militares romanas y su acuartelamiento. La Legio III figura como Praefectus legionis tertiae Cyrenaicae, en Bostra.